# Фронтера-Комалапа
Фронтера-Комалапа (исп. Frontera Comalapa) — город в Мексике, штат Чьяпас, входит в состав одноимённого муниципалитета и является его административным центром. Численность населения, по данным переписи 2020 года, составила 21 727 человек.

## Общие сведения
Название Comalapa с языка науатль можно перевести как — озеро в форме комаля.
Поселение было основано в XVI веке. В 1665 году деревня Комалапа упоминается как деревня, входящая в епархию Комитана.
В 1670 году в Комалапу переселяются жители провинции Лос-Льянос, из-за самодурства землевладельца Диего Саласара. Через несколько лет деревня упоминается под именем Сан-Хуан-Комалапа.
В 1854 году подписывается соглашение о границе с Республикой Гватемала, после чего к названию поселения добавляется Frontera (с исп. — «граница, пограничье»).
В 1925 году в поселении была построена первая государственная школа.